# مارتن ستيجكال
مارتن ستيجكال  (بالتشيكية: Martin Stejskal)‏(ولد في 19 فبراير 1944) هو رسام تشيكي وفنان تخطيط ومترجم وشاعر من حين لآخر وكاتب مقالات ومؤلف للنصوص وكتب تتناول جوانب مختلفة من الهيرمسيتية.